# Новокрещёновы
Новокрещёновы — очень многочисленный казачий и дворянский род со станиц Наследницкой 2-го военного отдела и Каменноозерной 1-го отдела Оренбургского казачьего войска.

## Известные представители
- Новокрещёнов, Степан Семенович (28.07.1857 — до 1916) — из ст. Оренбургской (по др. док. — Каменноозерной) 1-го ВО ОКВ. Окончил Оренбургскую воен. прогимназию, Оренбургское казачье училище по 2 разряду и Офицерскую кавалерийскаую школу (1897). На службе с 27.06.1873. Хорунжий с 29.09.1877). Войсковой старшина с 08.02.1906. Полковник с 12.06.1908 в отставке. Службыл в 5-м ОКП (1885), в 3-м ОКП (1890), командир 6-й сотни 2-го ОКП (1893—1894), дивизионный интендант ОКД (1906), участник Русско-японской войны, из 3-го ОКП уволен в отставку по болезни в чине полковника с мундиром и пенсией (12.06.1908). Третья супруга дочь есаула Мария Яковлевна Лобова. Дети от 1-го брака: Александра (19.04.1880), Сергей (09.09.1883). Дети от 2-го брака: Елизавета (21.01.1886), Сергей (20.10.1887), Анастасия (16.12.1888), Авраамия (29.10.1890). Дети от 3-го брака: Александр (20.10.1896), Анна (26.07.1898), Вениамин (21.08.1901), Петр (10.09.1909).
  - Новокрещенов, Георгий Степанович (02.10.1887 -?). Окончил Оренбургский Неплюевский кадетский корпус и Константиновское артиллерийское училище по 1 разряду. На службе с 30.06.1906. Есаул (ВП 30.01.1917 со ст. с 15.11.1916). Сверхштатный наблюдатель 9 корпусного авиаотряда (11.02-17.03.1917). В 8 ОКбатр (на 10.1917).
  - Новокрещенов, Александр Степанович (20.10.1896-?) — из ст. Каменноозерной 1-го ВО ОКВ. Сын полковника ОКВ. Окончил ОКУ (1916). Сотник (УВП № 149, 11.09.1918 со ст. с 01.02.1916). В Хивинском и Семиреченском походах (1916). В борьбе с большевиками (с 08.07.1918) в составе 1-го Восточного полка[1].
- Новокрещёнов, Карп Ильич (1831 −1882) — из семьи хорунжего Оренбургского Казачьего Войска (ОКВ), co станицы Наследницкой 2-го военного отдела Оренбургского Казачьего Войска. Окончил Оренбургский Неплюевский кадетский корпус. На службе с 1849 года. Хорунжий с 17.12.1849, сотник с 23.12.1856, полковник с 26.12.1871. Командир Оренбургского 1-го казачьего полка (29.05.1874 — 15.05.1877)[2]. Помощник атамана 1-го ВО ОКВ (1869 − 29.05.1874). Умер 19 декабря 1882 г.[3]. Имел 1187 десятин земли в Оренбургском уезде.
- Новокрещенов, Семен Семенович (10.04.1868 -?) — из ст. Каменноозерной 1-го ВО ОКВ. Окончил 2-й Оренбургский кадетский корпус и Оренбургское казачье училище по 2 разряду, Офицерскую кавалерийскаую школу «успешно». На службе с 25.05.1885. Хорунжий (с 09.03.1890). Есаул (с 20.05.1913 со ст. с 09.03.1902). Служба: в 1 сотне 6--го ОКП (1893—1898), ком. сотни 6-го ОКП (01.12.1911-1914), на льготе (с 01.02.1914), ком. 1 ОКЗС (18.07.1915-1916), зав. оружием 2-го ОКП (с 15.11.1916). Награды: Св. Стан. 3-й ст. (1907), Св. Анны 3-й ст. (06.05.1913), Св. Стан. 2-й ст. (26.06.1914); в период 1916—1917 гг. — Св. Анны IV-й ст. с надписью «За храбрость», Св. Анны 2-й ст. м. Супруга, с 1891 года, уроженка Оренбургской губернии дочь действительного статского советника Александра Андреевна Шнырова.
  - Новокрещенов, Константин Семенович (06.06.1893 — не ранее 1936) — из 1-го ВО ОКВ. Войсковой старшина (1918 г.). Окончил 2-й Оренбургский кадетский корпус и Николаевское кавалерийское училище по 1 разряду. На службе с 01.09.1910. И. о. полкового адъютанта Оренбургского 1-го казачьего полка (12.1916). Адъютант штаба обороны ОКВ (1918). Участник отхода Оренбургской Армии из Оренбуржья в Тургайского похода (17.04-07.07.1918). В эмиграции — в Маньчжурии. В ОК объединении (Харбин, 1936). На 01.03.1937 — в ОКим. атаман а А. И. Дутова ст. (Харбин).